# Caterina Ambrosi
Caterina Ambrosi (Negrar, 1º agosto 1999) è una calciatrice italiana, difensore del Parma.

## Carriera

### Club
Caterina Ambrosi si appassiona al gioco del calcio fin da giovanissima, iniziando l'attività sportiva giocando con i maschietti nelle formazioni miste giovanili fino al raggiungimento dell'età massima consentita dalla federazione.
Notata dagli osservatori dell'Verona Women, le viene offerta l'opportunità di continuare l'attività agonistica in una formazione interamente femminile. Ambrosi veste la maglia gialloblu della società veronese nel ruolo di centrocampista inizialmente nella formazione che disputa il Campionato Primavera e, grazie alle qualità espresse nella giovanile, inserita dal tecnico Renato Longega dopo breve tempo nella rosa della prima squadra, Campione d'Italia, che disputa il campionato di Serie A ma come difensore.
Ambrosi fa il suo debutto nella massima serie del campionato italiano il 22 novembre 2015, alla 4ª giornata della stagione 2015-2016, nell'incontro vinto in casa dalle veronesi sulle avversarie della Res Roma per 5-0, rilevando Melania Gabbiadini all'81', stagione che la vede impiegata in due occasioni anche in Coppa Italia. Al termine della stagione colleziona 3 presenze su 22 incontri disputati in campionato e 2 su 4 in Coppa, tra le quali la Finale persa con le avversarie del Brescia.
Nella stagione successiva Ambrosi continua a intervallare la sua presenza con la formazione Primavera a quella titolare, con Longega che la impiega, sempre ne reparto difensivo, con più regolarità. Nel corso del campionato sigla la sua prima rete in Serie A, il 17 dicembre 2016, nella partita giocata sul terreno della Res Roma, segnando all'8' il gol del parziale 1-1, incontro che terminerà 3-2 per le romane. Al termine della stagione colleziona 13 presenze e 2 reti.
La stagione 2017-2018 la vede schierata a centrocampo.
A fine 2019 lascia per la prima volta Verona, passando in prestito fino a fine stagione ad un'altra squadra veneta, il Cittadella in Serie B.

### Nazionale
Ambrosi inizia ad essere convocata dalla FIGC dal 2016, inserita nella rosa della squadra impegnata nella fase élite di qualificazione all'Europeo di Bielorussia 2016, venendo impiegata tuttavia solo in alcuni incontri amichevoli.